# Principauté de Capoue
857–1156
Le duché de Capoue ou la principauté de Capoue (en latin Principatus Capuae ou Capue, en italien Principato di Capua)  est un ancien état italien de l'Italie méridionale au IXe siècle. Il occupe la terre du Labour qui est une région historique du nord de la Campanie. Elle était à l'origine dirigée par un gastald, puis par un comte, au sein de la principauté de Salerne.

## Histoire
Après la fin de l'Empire romain d'occident, survenue en 476 avec la déposition du dernier empereur Romulus  Augustule par Odoacre roi des Ostrogoths, l'Italie est morcelée progressivement sous l'effet des Ostrogoths , des Vandales des Byzantins et des Lombards en une multitude de fiefs. La ville de Capoue disparut entre 476 et 856 où les habitants se refugièrent à Sicopoli sur les hauteurs du fleuve campanien de Volturne.
Elle entre dans l’histoire comme un état lombard, en 839, à la mort de Sicard, duc de Bénévent, sous Landulf l'Ancien. Celui-ci et ses fils étaient partisans de Siconulf de Salerne.  En 841, Capoue fut entièrement saccagée et détruite par les Sarrasins à la solde de Radelchis Ier de Bénévent. Landulf et son fils ainé, Lando Ier, prirent l’initiative de fortifier la colline voisine de Triflisco sur laquelle fut construite une nouvelle ville, la Capoue contemporaine.
En 856 la « nouvelle Capoue » est fondée. L'année suivante la ville devient indépendante du duché lombard de Bénévent (en italien : ducato di Benevento).
Capoue fut déclarée indépendante par Pando le Rapace, en 862. À sa mort, survenue la même année, la succession du comté fut sujette à dispute. L’évêque Landulf destitua le fils de Pando, puis unifia les pouvoirs ecclésiastique et séculier de la région, comme devait le faire presque en même temps Athanase à Naples. La mort de l’évêque raviva les différends touchant à l’évêché et au comté de Capoue, et la principauté fut l’objet d’une guerre civile qui opposa Pandenulf, le fils déchu de Pando, à Lando III, un autre petit-fils de Landulf Ier. Salerne s’allia avec Lando et le Bénévent avec Pandenulf. Une crise de succession s’ensuivit en 887 et Atenulf fit valoir son statut princier avec l'aide d’Athanase de Naples. Il devait tenter de prévenir les futures crises de succession et de faire valoir les prétentions à l’indépendance de Capoue, similaires à celles du Bénévent et de Salerne.
En 899 le comte Aténolf Ier de Capoue conquit la ville de Bénévent et proclama l'indivisibilité de la principauté du duché de Capoue avec celui de Bénévent. Ce duché dépendit nominalement désormais du Saint Empire romain germanique dirigé par la dynastie allemande des Ottoniens à partir de 911 et l'extinction des derniers Carolingiens descendant de Louis II le Germanique, ce jusqu'au XIIe siècle et à la conquête normande.
Pandolfo I Testadiferro  (961-981) conquit la principauté de Salerne en 978 et forma une entité territoriale la Lombardie mineure .